# Mniadelphus mucronatus
Mniadelphus mucronatus là một loài Rêu trong họ Hookeriaceae. Loài này được (Thwaites & Mitt.) A. Jaeger mô tả khoa học đầu tiên năm 1877.